# Carl Gustaf von Rosen

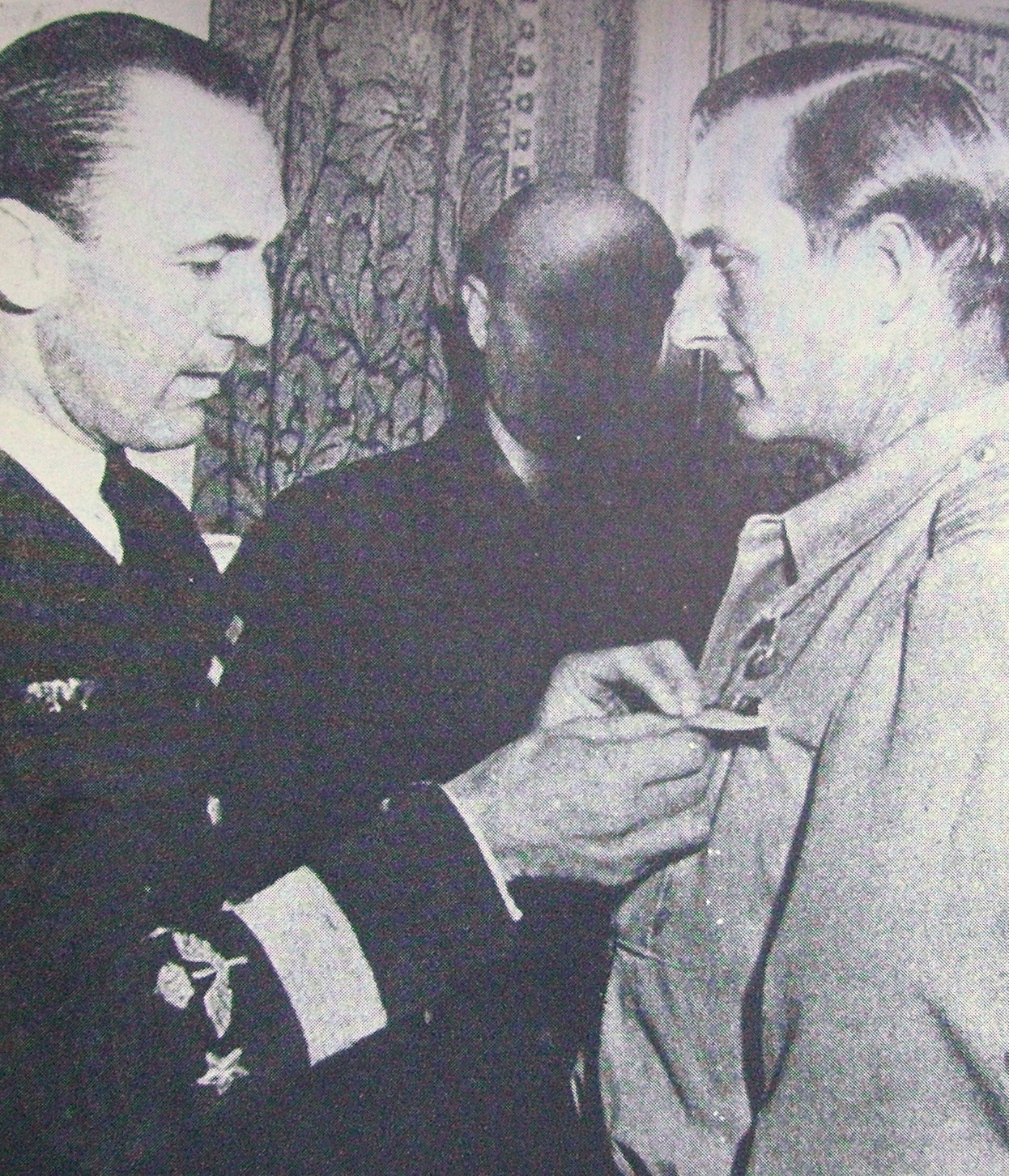
Carl Gustaf von Rosen (rechts, mit Bengt Nordenskiöld)

Carl Gustaf Ericsson von Rosen (* 19. August 1909 in Helgesta, (Gemeinde Flen); † 13. Juli 1977 in Gode (Äthiopien)) war ein schwedischer Pilot, humanitärer Aktivist und Söldner.
Er besuchte das schwedische Eliteinternat Lundsberg. Nach seinem Hinauswurf kaufte er sich im Alter von 19 Jahren eine Sopwith Camel und begann sein Leben als Flieger und Abenteurer. Während des Abessinienkriegs flog er humanitäre Hilfseinsätze und war dabei der erste Pilot eines Rot-Kreuz-Flugzeuges. Nach Kriegsende hielt er mit seinem Flugzeug die Verbindung zwischen dem geflohenen Haile Selassie und äthiopischen Partisanen an der Grenze zum Sudan aufrecht.
Im Jahr 1939 arbeitete er bei der niederländischen Fluggesellschaft KLM. Nach Ausbruch des sowjetisch-finnischen Winterkriegs stahl von Rosen von KLM eine Douglas DC-2 und flog sie nach Finnland, wo er sie zum Bomber umbaute und damit die sowjetischen Stellungen angriff. Es war der einzige Bomber Finnlands. Von Rosen plante einen Angriff auf den Kreml, den ihm der finnische Oberbefehlshaber Carl Gustaf Emil Mannerheim persönlich verbot. 
Während des Zweiten Weltkriegs wurde von Rosen als Spion von der Gestapo verhaftet. Weil er über seine Tante Carin Göring mit Hermann Göring verwandt war, wurde er auf dessen Intervention wieder freigelassen.
Bei Kriegsende brachte Carl-Gustav von Rosen KZ-Überlebende zur Pflege nach Schweden. Danach lebte von Rosen zehn Jahre lang in Äthiopien und baute dort für Haile Selassie sowohl die nationalen Luftstreitkräfte als auch die nationale Fluggesellschaft auf. Zur Belohnung erhielt er eine Kaffeeplantage geschenkt.
In den fünfziger Jahren war er persönlicher Pilot des UN-Generalsekretärs Dag Hammarskjöld. Bei dessen tödlichem Flugunfall 1961 war von Rosen aber wegen Krankheit nicht an Bord. Da es zahlreiche Zweifel am Ergebnis der Untersuchungskommission gab, die als Ursache einen Pilotenfehler angab, flog er die Route nach und bestätigte den Kommissionsbericht.
Von 1960 bis 1962 flog er Hilfseinsätze für die UNO im Kongo. Während des Biafra-Krieges arbeitete er im Sommer 1968 als Pilot für eine schwedische Chartergesellschaft und brachte im Auftrag kirchlicher Wohlfahrtsorganisationen von São Tomé und Príncipe aus Hilfsgüter in den neugegründeten Staat. Dabei durchbrach er im Tiefflug mit einer Douglas DC-7 die Blockade der nigerianischen Luftstreitkräfte. Seiner späteren Aussage zufolge konnte er es nicht zulassen, dass die dank seiner Lebensmittel geretteten Einwohner Biafras später von den nigerianischen Streitkräften massakriert würden, und schmuggelte deshalb Waffen in seinem Flugzeug. Daraufhin wurde er entlassen und begann am Aufbau der Luftstreitkräfte der Streitkräfte Biafras zu arbeiten.
Er bildete 1969 die Staffel Biafra Babies. Diese Einheit aus fünf mit Raketen bewaffneten Leichtflugzeugen vom Typ MFI-9 flog spektakuläre Kampfeinsätze gegen nigerianische Flugplätze, Truppenansammlungen und Ölfördereinrichtungen, so beispielsweise am 22. Mai 1969 auf einen Flugplatz bei Port Harcourt. Von Rosen bildete in Gabun die Piloten aus Biafra aus und führte persönlich fünf der Einsätze an, bevor er sich erschöpft nach Schweden zurückzog.
Danach kehrt er auf seine Plantage in Äthiopien zurück. Am 12. Juli 1977 besuchte er Bekannte in Gode. In der Nacht wurde das Haus von somalischen Guerilleros überfallen. Zu den acht Bewohnern, die sie töteten, gehörte auch von Rosen.